# 涂南山

涂南山於2014年3月29日赴臺灣國會聲援太陽花學運反對中國黨服貿協議

南山（1925年4月11日—2015年5月），臺灣翻譯家、臺灣白色恐怖受難者。
涂南山出生在日治台灣嘉義市，嘉義中學畢業後留學滿洲國建國大學，二次大戰終止後回台，入國立臺灣大學繼續學業，在台大土木工程學系讀書時跟陳茂源老師學《聖經》。1951年在白色恐怖中被抓捕，罪名是翻譯老師的老師著名日本學者矢內原忠雄（戰後任東京大學校長）探討馬克思主義與基督教的著作，被關了10多年，大部份時間關在綠島，被關期間完成矢內原先生2部神學著作《耶穌傳》（《馬可福音》講義）和《羅馬書講義》的漢譯。
涂南山反抗中國國民黨統治、追求臺灣獨立建國的意志終其一生，並曾於2014年太陽花學運期間赴立法院探望勉勵學生。2015年5月去世，享年90歲。